# Мост Арсенале

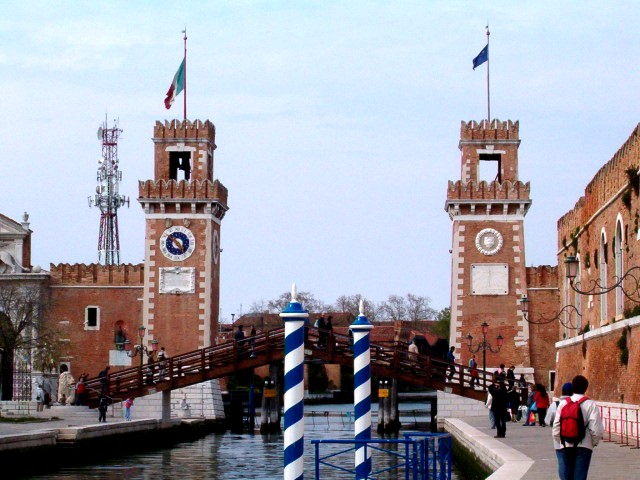
Мост Арсенале на фоне Арсенала

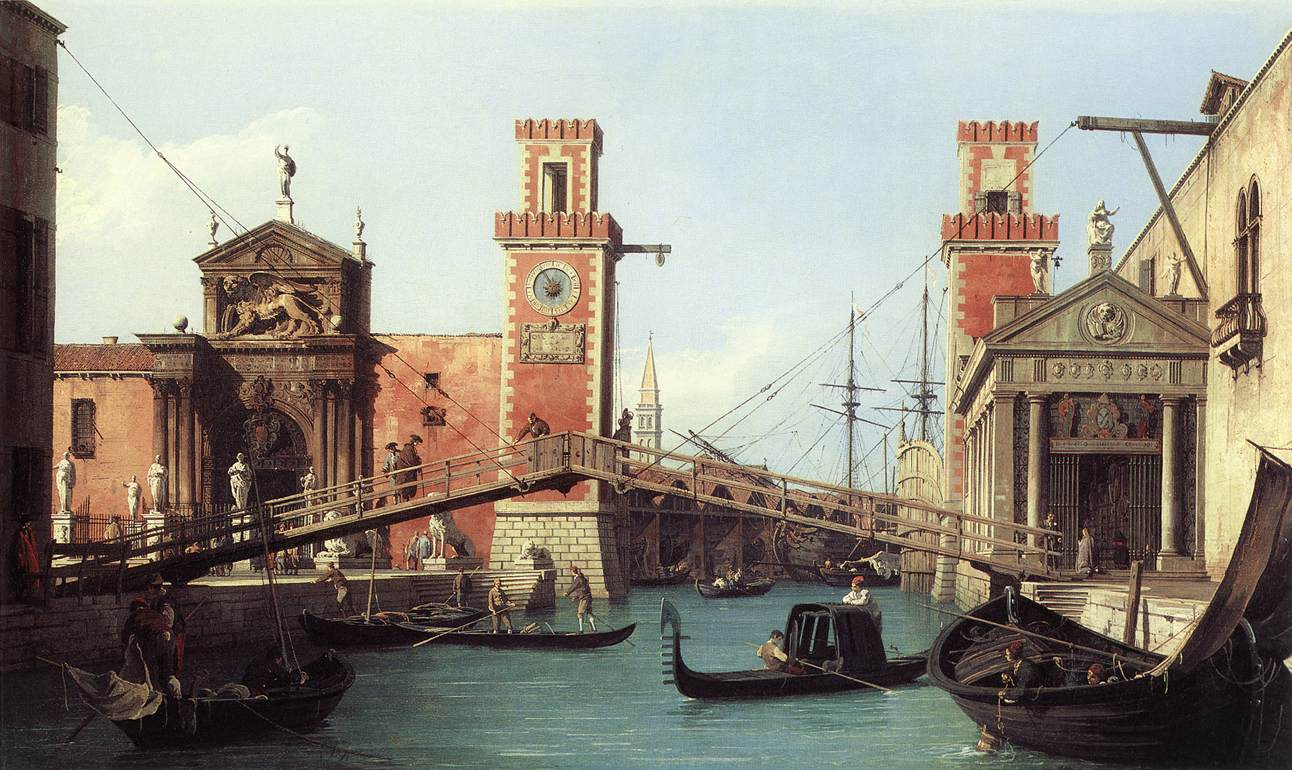
На картине Каналетто

Мост Арсенале (итал. Ponte dell'Arsenale или Ponte Paradiso) — мост в Венеции, в районе Кастелло.
Деревянный мост перед южными воротами Арсенала, соединяет кампо Арсенале с набережной Арсенале. Ранее был разводным, чтобы обеспечить проход судов.

## История
Мост Арсенале является самым древним деревянным мостом Венеции. Был построен в XVI или XVII столетии. Мост пересекает канал Рио-дель-Арсенале (Rio de l’Arsenal). По обоим берегам канала Арсенале расположены две зубчатые башни. Мост был реконструирован в тридцатые годы XX века инженером Эудженио Миоцци. Деревянный мост Арсенале имеет железный каркас, балюстрады выполнены из дерева.  
В Арсенале были расположены три дворца[когда?]. Один из них назывался Parsadiso (рус. Рай) и располагался недалеко от храма Мадонны-дель-Арсенале и моста Арсенале, поэтому мост так же именуют[кто?] мост Paradiso (Ponte Paradiso). Сейчас этот дворец полностью разрушен. С 6 февраля 2013 года, когда право собственности на большую часть площади Арсенала (59%, что равняется 274 000 м²) перешло от государственной собственности к муниципалитету Венеции, два других замка превратились в офисы Арсенала для восстановления и возрождения Арсенала.  
Мост изображён на многих картинах Тинторетто и  Каналетто.  